# Антъни Монтгомъри
Антъни Т. Монтгомъри (на англ.: Anthony Montgomery) е американски актьор. Известен е с ролята си на Травис Мейуедър от телевизионния сериал Стар Трек: Ентърпрайз.
Монтгомъри е внук на джаз музиканта Уес Монтгомъри.
Преди да получи ролята в Стар Трек: Ентърпрайз през 2001 участва във филма Леприкон: В гетото (2000) и сериала Popular.
Монтгомъри издава CD със собствена музика, What You Know About..., четири от песнита са на Стар Трек тематика. Участва често в Стар Трек събирания.
Монтгомъри изучава бойни изкуства и по-точно Хапкидо.
През лятото на 2007 година излезе дебютния му хип-хоп албум.